# Idaea aversaria
Idaea aversaria är en fjärilsart som beskrevs av Jacob Hübner 1798. Idaea aversaria ingår i släktet Idaea och familjen mätare. Inga underarter finns listade i Catalogue of Life.